# Paulo de Melo Sampaio
Paulo Eugénio de Menezes de Mello Vaz de São Payo, ou Paulo de Melo Sampaio (Cascais, Cascais, 17 de Junho de 1926 - Lisboa, 11 de Dezembro de 1968), foi um arquitecto português, com vasta obra em Moçambique, concretamente na cidade da Beira.

## Biografia
Era filho de Manuel de Menezes de Mello Vaz de São Payo (Santarém, 23 de Abril de 1896 - Miramar, 21 de Agosto de 1981), trineto do Senhor de Ansiães e do 1.º Visconde de São João da Pesqueira e bisneto do 4.º Visconde de Montalegre, Engenheiro e Tenente-Coronel de Infantaria, e de sua mulher Christiane Magdelaine Louise Bargas (Paris, 13 de Outubro de 1899 - Lisboa, 19 de Março de 1999), neta paterna dum Ourives Judeu Francês e de sua mulher Francesa e neta materna de Franceses, e irmão de Luís Paulo Manuel de Menezes de Mello Vaz de São Payo.
Depois de terminar o ensino secundário, Melo Sampaio estudou arquitectura na Escola Superior de Belas Artes de Lisboa, juntamente com Alberto Soeiro e Nuno Craveiro Lopes, entre outras figuras. Completou seus estudos em 1953, e no ano seguinte, em 1954, Melo Sampaio foi para Moçambique, onde exerceu arquitectura de um modo livre, sem imposições da ditadura salazarista.
Paulo de Melo Sampaio mudou-se para a Beira, Moçambique, a segunda maior cidade desta província ultramarina portuguesa. É Alfredo José de Lorena de Oliveira Birne (1909-1955), trineto do 6.º Conde de Sarzedas, Engenheiro, com quem tem um primeiro escritório, que vai convidar Paulo de Melo Sampaio a embarcar para a África Oriental Portuguesa. Em pouco tempo, Melo Sampaio ganhou grande prestígio, ganhando seis vezes o prémio municipal de arquitectura da Beira Dr. Araújo de Lacerda (nos anos de 1957, 1958, 1962, 1967, 1968 e 1970). 
Lorena Birne é responsável pela integração de Melo Sampaio no meio social e profissional da Beira. 
Em 1962, fundou com o arquitecto José Bernardino Ramalhete um reconhecido gabinete de arquitectura chamado Gabinete de Arquitectura e Urbanismo (GAU).
Como arquitecto, Paulo de Melo Sampaio teve um impacto duradouro na paisagem urbana da Beira. 
Melo Sampaio projectou edifícios para clientes privados e públicos. Sendo um dos edifícios mais famosos a estação ferroviária da Beira, de forte carácter modernista, que projectou em conjunto com Francisco José de Castro e João Garizo do Carmo, em 1959. 
Exerceu também vários cargos na função pública da administração colonial, nomeadamente como professor no Liceu Pêro de Anaia na Beira, ou como assessor municipal das administrações municipais de Vila Pery (actual Chimoio) e Porto Amélia (actual Pemba) e na Comissão de Transportes da Cidade da Beira.
Conta Ana Isabel Arez de Magalhães, na sua dissertação de doutoramento, que "a obra de Paulo Melo Sampaio caracteriza-se por uma filiação no vocabulário corbusiano, principalmente no respeito pelos “Cinco Pontos” e revela uma afinidade com a expressividade plástica da arquitectura moderna brasileira, sendo que, embora nunca tenha ido ao Brasil, acompanhou os percursos dos arquitectos brasileiros através das revistas da especialidade. Ao longo da década de 50, Paulo Sampaio apura uma linguagem assente nos códigos das correntes do funcionalismo e racionalismo do Movimento Moderno internacional, aliados simultaneamente, a uma preocupação com uma aplicação de um vocabulário adaptado às geografias tropicais.
Numa entrevista realizada pelo Diário de Moçambique, Paulo Sampaio explica que «a arquitectura, em todos os tempos e em todos os lugares, foi sempre o reflexo perfeito e exacto das actividades características [...], da cultura geral e artística, do desenvolvimento técnico, da economia [...]». Valoriza a resposta funcional por oposição a um carácter “tradicional” para sublinhar a necessidade de essa arquitectura ser tropical (defendendo o habitat do homem do clima tropical), africana (usando os recursos naturais locais) e portuguesa (traduzindo o modo de vida dos portugueses)". Ao nível da materialidade optou por uma grande diversidade de materiais, sempre modernos à semelhança das ideias que partilhava, destacando-se a utilização do betão, de rebocos e de marmorites. Sabe-se que nas suas obras tinha preferência pelos materiais da Fábrica de Marmorites da Manga Lda., firma da Beira.
Morreu em Lisboa, em 1968, vítima de doença.
O Gabinete de Arquitectura e Urbanismo (GAU) passa a chamar-se Gabinete de Arquitectura, Urbanismo e Decoração, Lda. (GAUD), após a sua morte.

## Obras
Foi autor de inúmeras obras de arquitectura, mas também de mobiliário, por exemplo, e outras.
- 1954: Empório Edifício, Beira
- 1955–59: Banco Nacional Ultramarino, Vila Pery [Chimoio]
- 1955–60 / 61: Associação Comercial de Beira, Beira
- 1956: Casa Vitor Gomes, Beira
- 1956: Casa Teixeira de Sousa, Beira
- 1956: Casa Patois Saniano, Beira
- 1956–59: Cinema Preciosa, Gondola
- 1956–61: Pavilhão de Desportos do Clube Ferroviário da Beira, Beira
- 1957: Planta de detalhamento do Complexo Turístico do Estoril, Beira
- 1957: Casa Maria Julieta de Noronha, Beira
- 1957–60: Prédio Montalto, Vila Pery [Chimoio]
- 1957–63: Cinema Montalto, Vila Pery [Chimoio]
- 1957–66: estação ferroviária da Beira, Beira; junto com Francisco José de Castro e João Garizo do Carmo
- 1958: Casa Marcelino Ribeiro
- 1958–67: Plano de urbanização para Vila Pery [Chimoio]
- 1958: Clube da Beira / Automóvel & Touring Clube de Moçambique, Beira
- 1958: Casa Carneiro Allen, Beira
- 1959–60: Motel Estoril, Beira
- 1959–67: Colégio Luís de Camões, Beira
- 1961: Hotel Miramar, Beira
- 1961: Plano geral da Exposição-Feira das Atividades da Vila Pery [Chimoio]
- 1961–65: Plano de urbanização para Nacala
- 1961–66: estação Vila Pery [Chimoio]
- 1961–67: Plano de Urbanização de Porto Amélia [Pemba]
- 1962–72: Auditório e Galeria de Arte, Beira; junto com José Bernardino Ramalhete e José Augusto Moreira
- 1964: Pavilhão de Portugal na exposição em Blantyre, Malawi
- 1964: Pavilhão de Portugal na segunda exposição internacional de caça em Florença, Itália
- 1965: Instalações improvisadas, Chitengo (perto do Parque da Gorongosa)
- 1966: Prédio Cavadas (estudo prévio para Elysio Ferreira Cavadas e José Ferreira Cavadas), terminado em 1971 pelo Gabinete de Arquitectura, Urbanismo e Decoração, Lda. (GAUD).
- 1967: Casa António de Sommer Champallimaud, Nacala (estudo prévio)
- 1967: Igreja de Vila Pery (não construido)